# 宮路年雄
宮路 年雄（みやじ としお、1928年8月20日 - 1998年5月9日）は、日本の実業家。信光電機有限会社の代表取締役社長として家電量販店「城南電機」を経営した。
身長154センチメートル (cm) と小さな体躯と独特のダミ声に加え、明るいキャラクターで「城南電機の宮路社長」としてテレビ番組などに出演した。

## 略歴
和歌山県日高郡中津村出身。1928年8月20日に地元で有数の材木商に四男四女の次男として出生する。
高津尾小学校を卒業後、1940年に和歌山県立和歌山工業学校機械科へ進学する。直後に太平洋戦争が勃発し、1941年12月から1年半、兵庫県明石市内の飛行機部品工場へ学徒動員される。その後運輸通信省で機関車整備に従事する。
1949年に鉄道事業が運輸通信省から日本国有鉄道（国鉄）へ移管された際も、職員として在籍して労働運動にも携わった。
1951年に国鉄を退職し、親からもらった1,000万円（現在の10億円相当）を元手に、大阪で兄とともに自動車のダイナモやバッテリーの販売と修理を行う阪和電機を設立するが倒産する。その後パチンコやスマートボールの台を製作する事業を営むが失敗する。この頃に親からもらった金でキャバレー通いにのめり込み、知り合ったホステスと結婚する。
1955年に親からせびった2,000万円の金を手に上京し、偶然に上野のバッタ屋と知り合い家電の安売り事業に出会う。以後は3年ほど電気製品ブローカーとして東京と大阪を往復する。
1961年に、彰国社社主で東京出版信用組合理事長を務めた下出源七の運転手となったことを契機に東京で定住し、家電品卸業の信光電機有限会社を創業する。1968年に世田谷区祖師谷で小売部門の家電量販店として城南電機1号店を出店した。
「城南電機」は信光電機有限会社の小売部門の屋号で、宮路は「信光電機有限会社 代表取締役社長」だが世間では「城南電機の宮路社長」として知られた。信光電機は建物を管理する子会社「株式会社城南」も有した。
「城南電機」は、資金繰りや大量在庫に窮した電気製品ブローカーや家電販売店から「現金買取、返品なし」の条件で安く買い集めた商品（金融品）を、定価の3割引から7割引で販売する手法で急成長し、最盛期は東京都内に祖師谷、渋谷、新宿、自由が丘、西永福、三鷹の6店舗を構えた。大日本愛国党のビラに酷似した、筆描き原稿の赤黒二色刷り薄紙チラシを新聞に折り込み、松下電器の価格統制策を「ヤミ再販・欠陥商品隠し」などと辛辣に糾弾しつつ、徹底的な安売りで対抗した。
最盛期である1993年の月給は1,500万円だったと話している。商品仕入は買掛せずに現金一括即払いを常套とした。このため常に数千万円の現金をアタッシュケースに入れて持ち歩き、1994年5月23日に本社社長室で刃物を持った男に襲われて軽傷を負い150万円を奪われるなど生涯で6回強盗被害に遭った。襲われるたびに周囲から大金の持ち歩きを止めるように勧められたが、第二次世界大戦中に蒸気機関車に乗務して何回もアメリカ軍から機銃掃射を受けた宮路は、「今生きているだけで儲けものなのだから、もう怖いものなどない。機銃掃射に比べたら、チンピラみたいな強盗なんか物の数ではない」と著書で語る。
1994年3月は前年の記録的な冷夏が影響して全国的に米不足となり、米騒動が社会現象となった。宮路は秋田県大潟村でヤミ米のあきたこまち29トンを買い付け、3月27日に城南電機西永福店で赤字廉売した。当時の食糧庁は「食糧管理法の無許可販売」と判断して城南電機を行政指導すると宮路は時の人になり、多くのテレビ番組に出演した。以降は会社経営に加えてテレビタレントとしても多忙に活動した。
1998年5月5日に肺炎のため東京医科大学病院へ緊急入院し、5月9日に69歳で他界する。5月12日に通夜、5月13日に葬儀と告別式を築地本願寺和田堀廟所で行い、葬儀委員長は中西啓介が務めた。
宮路の死後に子息が急遽会社を継ぐが、仕入れ業務は宮路の個人業務で引き継がれておらず、宮路の死去で仕入れ用現金が遺産として凍結されて、現金一括即払いで安価に仕入ていた城南電機部門の事業が成立せず、同部門の現金収入を当てにしていた取引先が相次いで城南電機と取引を止め、死去から1か月後の6月15日に全店舗を閉鎖し、創業約37年で廃業した。

## エピソード
- 1994年4月の朝日新聞の記事で、好物はふぐ料理としゃぶしゃぶと紹介されている[4]。
- 愛車は、6,000万円で購入したロールス・ロイス。自動車電話から小型冷蔵庫、小型テレビ受像機などを備え、さらに衛星通信設備を持ち、車中から世界各国の航空会社やホテルの予約状況までリアルタイムに照会できるなどともいわれた特別仕様車であった。本来であれば運転手に運転させる「ショーファードリブンカー」だが、宮路自らが運転しており、1ヶ月のうち20日以上を車中泊する生活だったとも言われる。
- 城南電機が秋葉原に進出しなかった理由について「当時（1960年代～1990年代）の秋葉原には客が買い物途中に立ち寄れる喫茶店や飲食店が少なく、休憩場所がない。秋葉原は長く滞在し、買い物をしてくれる街ではないから」と答えている。
- 人生で最も大切にしているものは「お金」と答えている（産経新聞インタビューより[要文献特定詳細情報]）。
- 米騒動時にヤミ米販売によってマスコミに扱われ、店には大行列が出来た際にも、著書で「5キロ6,000円強で仕入れた米を、3,000円で売り出すという話にマスコミは大変驚いたようだが、私なりの計算があって、この価格を決めたという訳だ。もちろん損は出る。しかし、まあ本音を言えば、この安売りで城南電機の知名度、信頼度がますます上がることを考えれば、1,000万円ぐらいの損は（広告費と考えれば）安いものだ」と述べている。
- 社員旅行で世界各国へ行く時は、免税枠を利用し社員にブランド品を買わせて、それを帰国後に城南電機各店で販売していた。その販売益で社員旅行経費を捻出していた。
- ユニークなキャラクターが人気を呼び、多くのバラエティ番組にも出演した。これらのテレビ出演は宣伝目的と割り切り、ギャラの受け取りを辞退していたという。

## 出演作品

### 映画
- みんな〜やってるか!（1994年） - 電器店社長役

### バラエティ番組
- 浅草橋ヤング洋品店（テレビ東京）
- 発明将軍ダウンタウン（日本テレビ）
- タモリのボキャブラ天国（フジテレビ） - VTR出演
「第三のコース○○君」→「財産残〜す 宮路君」（ボキャブラ大賞） / 「ミュージシャン」→「宮路さん」 / 「がんばりましょう」→「ガンバに社長」
- ダウンタウンのごっつええ感じ（フジテレビ）
- ダウンタウンのガキの使いやあらへんで!!（日本テレビ）
- たけし・所のドラキュラが狙ってる（毎日放送）
- ビートたけしのTVタックル（テレビ朝日）

### CM
- ケンミン食品「焼きビーフン」

## テレビゲーム
- 『宮路社長のパチンコファン勝利宣言2』（1995年、スーパーファミコン、POW）
  - このゲームのパッケージには宮路の実写写真が大きく掲載されていた。自分の意志で行うはずのアルバイトやナンパなどのイベントが完全ランダムという仕様、宮路が毎日パチンコ店に通っているという少々不自然なシナリオが特徴。ストーリーモードではパチスロ雑誌の編集部に入って、自腹でパチンコ台のデータ取りをさせられ、セミプロ級のパチンカーの宮路にアドバイスを聞くという内容[5]。

## 著書
- 僕の安売り商法 ― 家電品安売り日本一社長の「商いの極意」（講談社）
- 「現金（げんなま）」の魔術（マゼラン出版）
- 不況やさかい「モノ」は売れる ― 家電製品はこんなに安く買える!（日本経済通信社）
- パチンコ オレ流の勝ち方（ごま書房）
- 役人といかに喧嘩するか ― 消費者の声にこそ、“正義”はある（クレスト社）
- 人生は、オモロイ! ― 生きてるうちに頭を使え（プレジデント社）

## 関連作品
- 集団左遷（1994年） - 宮路をモデルとする藤尾三郎（伊東四朗）が登場する。在りし日の渋谷「城南電機」の店舗ビルの姿も映画に映っている。